# Countyklasse (torpedobootjager)
De Countyklasse was een serie van 8 jagers van de Britse Royal Navy, gebouwd in de jaren zestig.
De Counties waren, althans in die periode, voor een torpedobootjager zo groot dat de classificatie kruiser ook gepast zou hebben.

## Schepen
Batch 1 (London batch)
- Devonshire (D02) 1962-1978
- Hampshire (D06) 1963-1976
- Kent (D12) 1963-1980
- London (D16) 1963-1981

Batch 2 (Norfolk batch)
- Antrim (D18) 1970-1984
- Glamorgan (D19) 1966-1986
- Fife (D20) 1966-1987
- Norfolk (D21) 1970-1981

## Ontwerp
Het ontwerp heeft wat weg van een sterk vergrote Daringklasse, een torpedobootjager uit de jaren vijftig, die nog veel leek op de, uitsluitend met geschut bewapende jagers uit de laatste wereldoorlog. Het ontwerp werd aangepast om ruimte te bieden aan een lanceerinrichting voor de zware Sea Slug luchtdoelraket. Hierdoor ontstond bovendeks ruimte voor een helikopterdek. Het ontwerp is op dat punt overigens niet erg afgewogen, want de bijbehorende hangar is erg krap en het is door de vreemde opstelling niet gemakkelijk de helikopter in de hangar te krijgen. De volgradar van de Sea Slug stond opgesteld vóór de hangar, zodat deze laatste alleen van opzij te bereiken was. De Sea Slug zelf was zo groot dat het magazijn voor de projectielen ongeveer een derde van de scheepslengte bedroeg.
De Counties waren de eerste schepen van de Royal Navy met gasturbine aandrijving. De gasturbines werden hier gebruikt samen met de beproefde stoomturbines. Men noemt dit een zogenaamde COSAG aandrijving (Combination of Steam and Gas).

## Bewapening
De Counties waren gebouwd voor de zware Sea Slug luchtdoelraket, waarmee ze een eskader luchtbescherming op middellange afstand gaven. Voor de korte afstand bescherming werden nog twee lanceerinrichtingen voor de kleine Sea Cat gevoerd. De oppervlaktebewapening bestond uit 4 kanonnen van 114 mm (4,5 inch) in 2 geschuttorens. Voor onderzeebootbestrijding voerden ze een Westland Wessex helikopter mee. De laatste 4 schepen uit de serie werden in de jaren zeventig herbewapend, waarbij de 2e dubbeltoren vervangen werd door 4 Exocet antischeepsraketten.

## Levensloop
De Sea Slug werd al begin jaren tachtig als verouderd beschouwd en mede door de oplopende onderhoudskosten zijn de schepen daarom eerder uit dienst genomen dan strikt noodzakelijk was. Antrim en Glamorgan zijn nog ingezet tijdens de Falklandoorlog en liepen beiden oorlogsschade op. De London werd verkocht aan Pakistan, Fife, Antrim, Glamorgan en Norfolk aan Chili. Geen enkel schip is op dit moment nog in dienst.